# Barabanivske, Horodnea
Barabanivske (în ucraineană Барабанівське) este un sat în comuna Vahanîci din raionul Horodnea, regiunea Cernihiv, Ucraina.

## Demografie
Componența lingvistică a localității Barabanivske
     Ucraineană (100%)
Conform recensământului din 2001, toată populația localității Barabanivske era vorbitoare de ucraineană (100%).